# عزلة بني نفيع (السلفية ريمة)

تعديل مصدري - تعديل

عزلة بني نفيع هي إحدى عزل مديرية السلفية في محافظة ريمة اليمنية ويبلغ تعداد سكانها 8001 نسمة حسب التعداد السكاني في اليمن لعام 2004.